# Pierre Pelletan
Pour les articles homonymes, voir Pelletan.
Pierre Pelletan, né à Paris le 6 janvier 1782 et mort le 11 août 1845  à Bruxelles, est un médecin français.

## Biographie
Fils du chirurgien Philippe-Jean Pelletan, il entra à l’âge de quatorze ans à l’École polytechnique ; quand il en sortit, le célèbre physicien Charles le choisit pour préparateur. Lui-même ouvrit, quelque temps après, un cours de chimie générale. Comme il possédait déjà quelques éléments de chirurgie et d’anatomie, son père le fit recevoir chirurgien militaire en 1799 ; en sorte qu’il put faire la campagne de Zurich. En 1803, nommé premier interne des hôpitaux, il passa dans le service chirurgical de son père.
Vers 1805, il se rendit à Rouen, où il fonda une fabrique de soude artificielle. Descroizilles, l’inventeur de l’alambic d’essai et de l’alcalimètre, fut son associé et, quelque temps, son mentor. En 1813, Pelletan quitta Rouen, où il avait épousé la veuve du baron de Kinkelin, et vint se faire recevoir docteur à Paris. L’année suivante il reçut la croix d’Honneur pour les soins qu’il avait prodigués aux soldats atteints de typhus et devint médecin du roi par quartier.
Lorsque l’École de médecine fut dissoute, le 30 novembre 1822, il fut nommé par ordonnance administrateur provisoire de la faculté et, le 2 février 1823, professeur de physique médicale. On le chargea plus tard de présider les jurys médicaux. Destitué en 1830 avec six de ses collègues, il fut rétabli dans ses fonctions le 19 mars 1831, après une épreuve publique, et il continua de les remplir jusqu’en 1843, époque où des spéculations malheureuses le contraignirent à les résigner.
On le vit alors se retirer en Belgique. Il professa quelque temps au Conservatoire des arts à Bruxelles, continuant de recevoir de l’université de France une pension de retraite de 2 800 francs. Il mourut phtisique. Son beau-fils, le baron de Kinkelin, qu’il avait adopté, s’est fait connaître sous le nom de Jules-Pierre Pelletan de Kinkelin.

## Œuvres
On a du professeur Pelletan :
- Traité élémentaire de physique générale et médicale, 1 vol. in-8°, 1824, 1831 ;
- Dictionnaire de chimie médicale, 2 vol. in-8°, 1822-1823.

Pelletan avait aussi participé à la rédaction du grand Dictionnaire des sciences médicales.

## Sources
- Ferdinand Hoefer, Nouvelle Biographie générale, t. 39, Paris, Firmin-Didot, 1862, p. 498.